# Ectopria nervosa
Ectopria nervosa är en skalbaggsart som först beskrevs av Melsheimer 1845.  Ectopria nervosa ingår i släktet Ectopria och familjen Psephenidae. Inga underarter finns listade i Catalogue of Life.